# Kowari pustynny
Kowari pustynny, kowari (Dasyuroides byrnei) – gatunek ssaka z podrodziny niełazów (Dasyurinae) w obrębie rodziny niełazowatych (Dasyuridae).

## Taksonomia
Gatunek po raz pierwszy zgodnie z zasadami nazewnictwa binominalnego opisał w 1896 roku angielsko-australijski biolog i antropolog Walter Baldwin Spencer nadając mu nazwę Dasyuroides byrnei. Miejsce typowe to Charlotte Waters, Terytorium Północne, Australia. Okaz typowy (lektotyp) to samiec zakonserwowany w spirytusie o sygnaturze NMV C6323 z kolekcji Museum Victoria. Podgatunek pallidior po raz pierwszy zgodnie z zasadami nazewnictwa binominalnego opisał w 1906 roku angielski zoolog Oldfield Thomas nadając mu nazwę Dasyuroides byrnei pallidior. Miejsce typowe to Killalpanima, na wschód od jeziora Eyre, Australia Południowa, Australia. Okaz typowy to dorosły samiec o sygnaturze BMNH 5.8.9.7 z kolekcji Muzeum Historii Naturalnej w Londynie; odłowiony przez H.J. Hilliera. Jedyny żyjący współcześnie przedstawicielem rodzaju kowari (Dasyuroides).
Autorzy Illustrated Checklist of the Mammals of the World rozpoznają dwa podgatunki prawdopodobnie oddzielone rzeką Diamantina. 

### Nazewnictwo zwyczajowe
W polskiej literaturze zoologicznej gatunek Dasyuroides byrnei był oznaczany nazwą „kowari”. W wydanej w 2015 roku przez Muzeum i Instytut Zoologii Polskiej Akademii Nauk publikacji „Polskie nazewnictwo ssaków świata” gatunkowi nadano nazwę „kowari pustynny”, rezerwując nazwę „kowari” dla rodzaju tych torbaczy.

### Etymologia nazw naukowych
- Dasyuroides: rodzaj Dasyurus É. Geoffroy Saint-Hilaire, 1796 (niełaz); -οιδης -oidēs ‘przypominający’[11].
- byrnei: P.M. „Paddy” Byrne (data urodzenia i śmierci nieznane), australijski urzędnik pocztowy[12], zamieszkujący przygraniczne osady setki kilometrów od najbliższych miejscowość zamieszkanych przez Europejczyków[13].
- pallidior: łac. pallidior, pallidioris ‘jaśniejszy’, forma wyższa od pallidus ‘jasny’, od pallere ‘być bladym’[14].

## Zasięg występowania
Kowari pustynny występuje w Australii zamieszkując w zależności od podgatunku:
- D. byrnei byrnei – południowo-wschodnie Terytorium Północne i południowo-zachodni Queensland, na północny zachód od rzeki Diamantina.
- D. byrnei pallidior – północno-wschodnia Australia Południowa na południe do rzeki Cooper Creek.

## Morfologia
Długość ciała (bez ogona) samic 13,5–16 cm, samców 14–18 cm, długość ogona samic i samców 11–16 cm; masa ciała samic 70–140 g, samców 85–175 g. Wierzch ciała jest szarawy do brązowego, spód nieco jaśniejszy. Długi ogon na końcu z gęstą szczotką czarnych włosów. Głowa o dużych uszach i oczach. Tylne łapy mają tylko cztery palce.

## Ekologia

### Tryb życia
Kowari są aktywne nocą i unikają dziennego światła, chroniąc się w wykopanych przez siebie norach lub wykorzystując schronienia innych zwierząt, np. wielkoucha króliczego. Przebywa w grupach rodzinnych, które zamieszkują znakowane zapachowo rewiry. Kowari poluje na owady, płazy, małe gady, ptaki i ssaki. Nie gardzi również znalezioną padliną. Zamieszkuje suche obszary ubogie w roślinność. 

### Rozród
Okres godowy i rozrodczy trwa od maja do grudnia. Ciąża u samic trwa 30-35 dni. Po tym okresie na świat przychodzi 6-7 młodych. Jeśli urodzi się więcej niż sześć młodych nie wszystkie mogą przeżyć, gdyż samica posiada tylko trzy pary sutek. Młode w torbie przez 56 dni są sztywno przytwierdzone do sutek, po 75 dniach otwierają oczy. Zaczynają opuszczać torbę i przyjmować stały pokarm po około 95 dniach. Młode przejawiają wówczas zachowania społeczne. Dojrzałość płciową osiągają w 11 miesiącu życia.

### Znaczenie
Na kowari polują najprawdopodobniej koty (Felis catus) i lisy (Vulpes vulpes).

## Zagrożenie i ochrona
W Czerwonej księdze gatunków zagrożonych Międzynarodowej Unii Ochrony Przyrody i Jej Zasobów został zaliczony do kategorii narażony na wyginięcie VU. Intensywny wypas zwierząt gospodarskich spowodował spadek bezkręgowców i małych kręgoowców na które polowały kowari. Ssaki te giną też na drogach pod kołami samochodów.